# ディオニーズ・シュトゥール

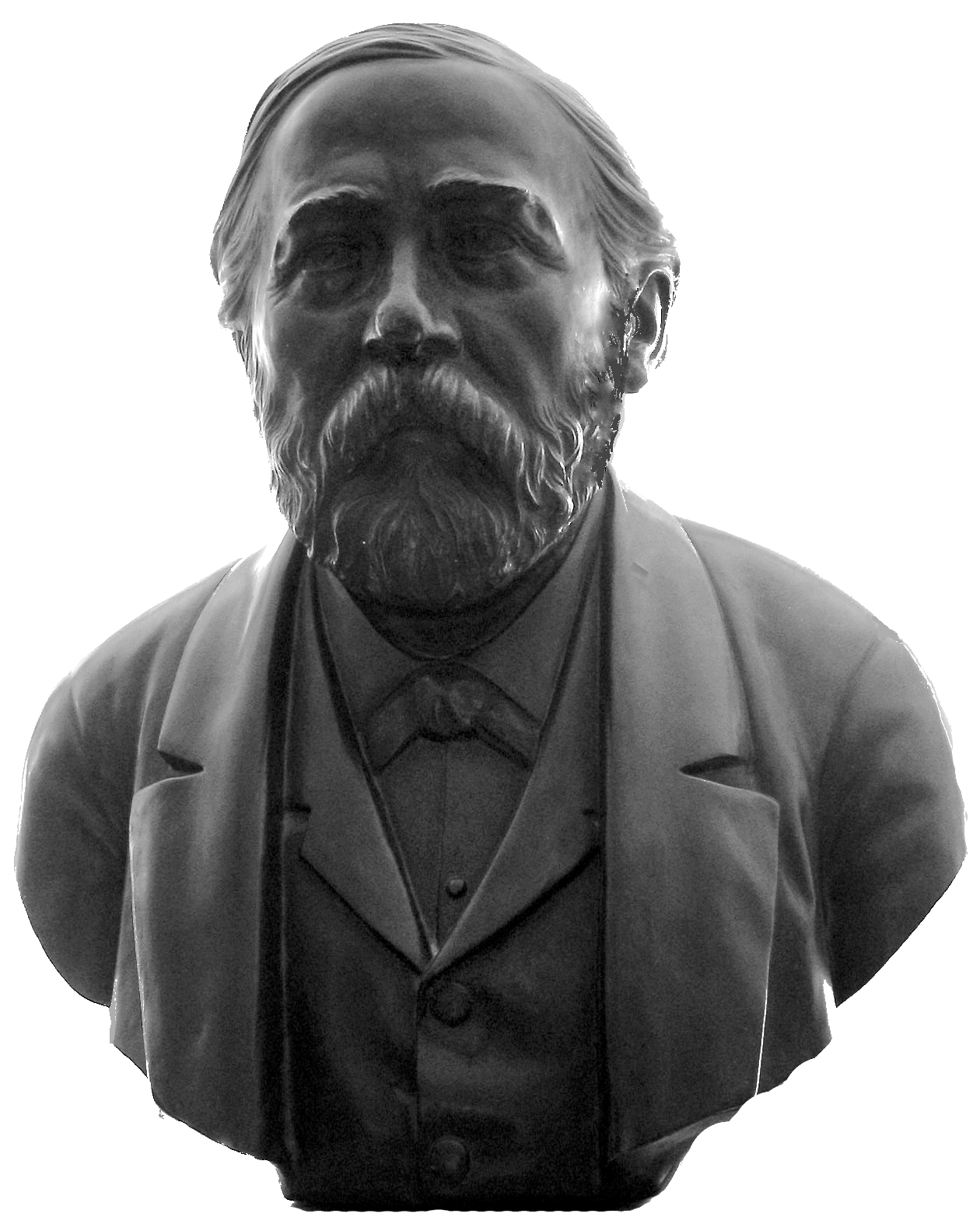
ディオニーズ・シュトゥール

ディオニーズ・シュトゥール（Dionýs Štúr、Dionýz Štúr、Dionysius Rudolf Josef Štúr、ドイツ語の書籍の署名では Dionys Stur、 1827年4月5日 - 1893年10月9日）はスロバキアの地質学者や古生物学者である。タウエルン山脈などアルプス山脈の地質学研究を行った。

## 略歴
当時オーストリアのベッコフの教師の息子に生まれた。ウィーン工科大学で学んだ。さらに奨学金を得てバンスカー・シュチャヴニツァの鉱業アカデミーで学んだ。1849年にフランツ・ヨーゼフ1世によって帝立地質研究所（Kaiserlich-Königlich Geologischen Reichsanstalt）が設立され、1950年から研究所のメンバーとなった。 地質学者、リポルト（Marko Vincenc Lipold）のもとで、オーストリア領域の地質図の製作を行うためにタウエルン山脈の調査を行っない、アルプスの地質、鉱物に関する著作を行った。
1877年に、帝立地質研究所の副所長、1885年から1892年の間所長を務めた。1890年にドイツ自然科学アカデミー・レオポルディーナ (Leopoldina) の会員に選ばれ、同年にコテニウス・メダル（Cothenius-Medaille）を受賞した。